# Thyroscyphus aequalis
Thyroscyphus aequalis is een hydroïdpoliep uit de familie Sertulariidae. De poliep komt uit het geslacht Thyroscyphus. Thyroscyphus aequalis werd in 1908 voor het eerst wetenschappelijk beschreven door Warren. 